# 膦酸

膦酸的结构

在有机化学中，膦酸是无机的亚磷酸（HP(O)(OH)2）中H-P键的氢被烃基（R）取代的化合物，具有通式RP(O)(OH)2。膦酸羟基氢被金属离子取代或烃基取代，形成膦酸盐或膦酸酯。
2-胺乙基膦酸是自然界中最初发现（1959年）的膦酸，它存在于植物及一些动物中。膦酸在很多生物中都存在，如原核生物、细菌、真菌、软体动物和昆虫等。膦酸或膦酸酯的生物作用尚不明确，迄今为止，自然界中尚未发现二膦酸或多膦酸酯（盐）。